# سد بنی قیس
سد بنی قیس (به عربی: سد بنی قیس) یک سد و منطقهٔ مسکونی در عربستان سعودی است که در استان عسیر واقع شده‌است.